# Henri Clamens
Pour les articles homonymes, voir Clamens.
Henri Clamens né à Nîmes (Gard) le 1er février 1905 et mort  aux Escaldes (Pyrénées-Orientales) le 2 novembre 1937 est un peintre français.

## Biographie
Henri Clamens obtient une médaille d'argent au Salon des artistes français de 1926.
Il est devient pensionnaire de la villa Abd-el-Tif dont il obtint le prix en 1930.
Il meurt au sanatorium des Esaldes en 1937. Ses toiles et gouaches ont essentiellement été peintes en  Algérie et au Maroc dans la région de Fès.
Jean Alazard dira de lui : « a vie si brève de Henri Clamens est un exemple que l'on doit méditer. Elle a été remplie par l'amour de la peinture et ennoblie par le sentiment du Divin[réf. nécessaire]. »
Ses œuvres sensibles et colorées sont le reflet de l'Art déco français des années 1930.

## Expositions
- 1932, Tunis, exposition  artistique de l'Afrique Française.
- 1937, Alger, rétrospective posthume, Musée National des Beaux Arts.
- 1947, Berne l'Orient et l'Algérie dans l'art français aux XIXe et XXe siècles.
- 2009, Nîmes, Du prix de Rome à l'orientalisme, rétrospective, Musée des Beaux-arts.

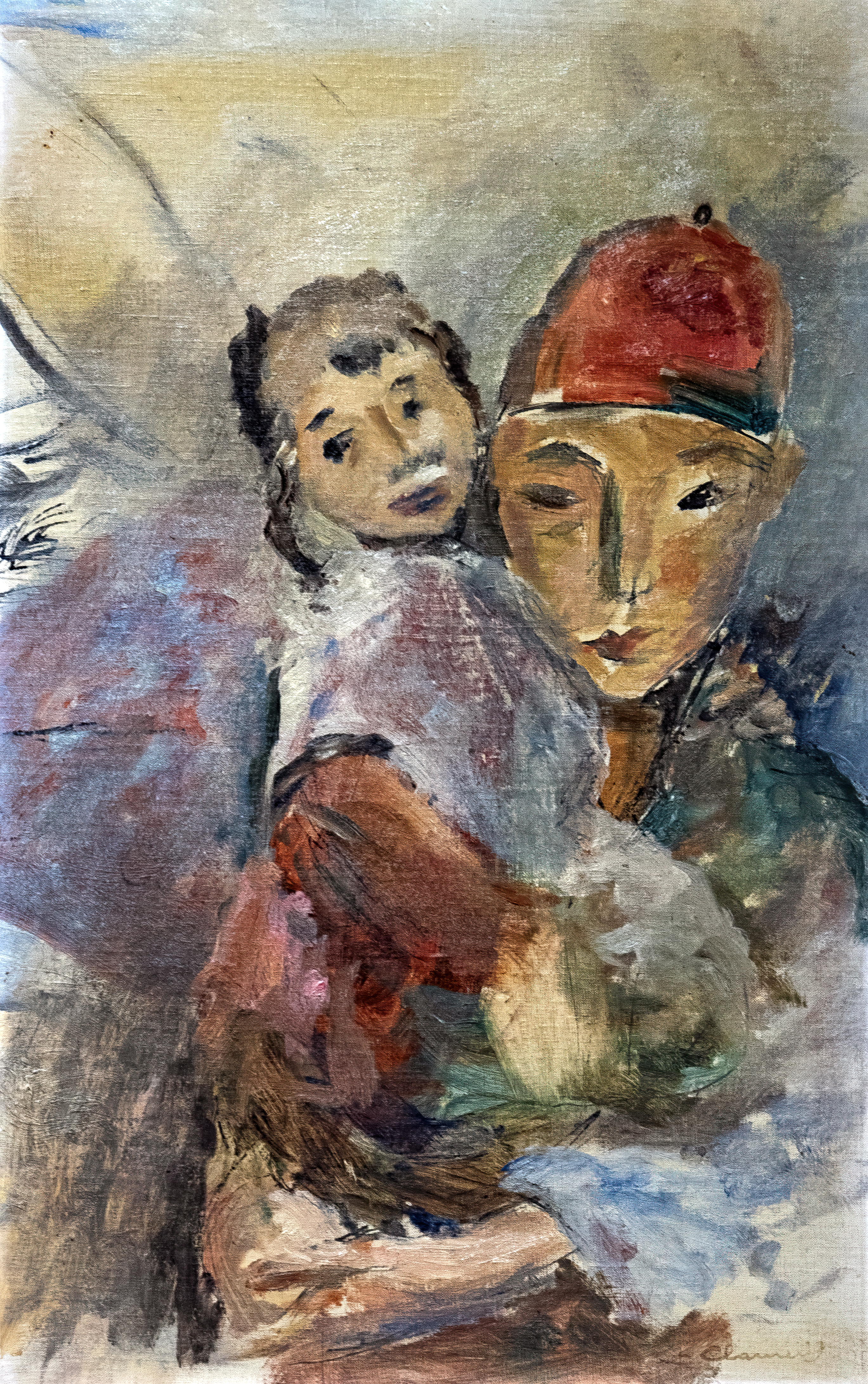
Chéchia - Musée des Beaux-Arts de Narbonne
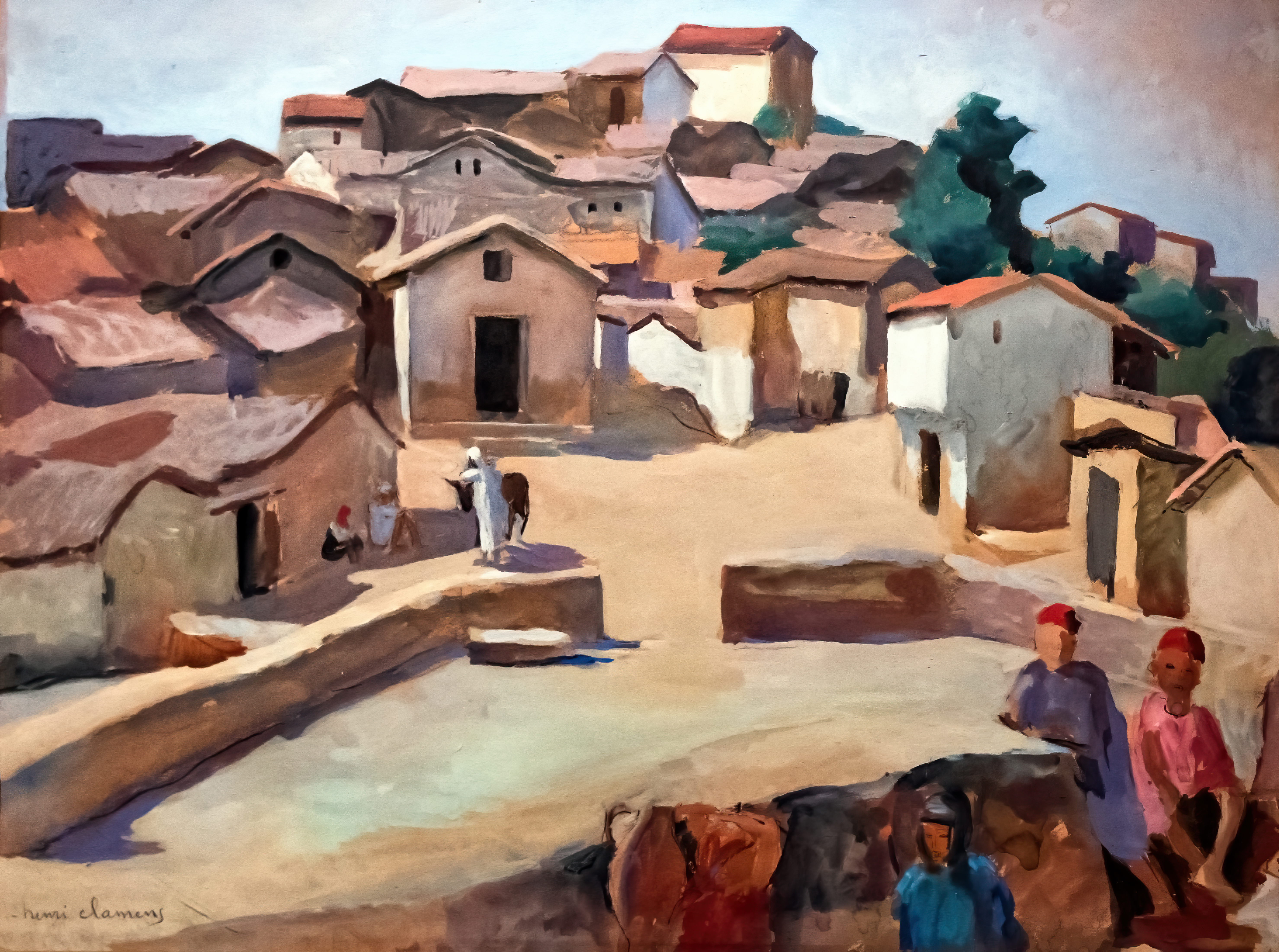
Place de village kabyle - Musée des Beaux-Arts de Narbonne